# Ferrovia Bajkal-Amur
La ferrovia Bajkal-Amur' (in russo Байкало-Амурская магистраль?, Bajkalo-Amurskaja maghistral, acronimo BAM) è una linea ferroviaria che collega la Siberia con l'estremo oriente russo.

## Storia

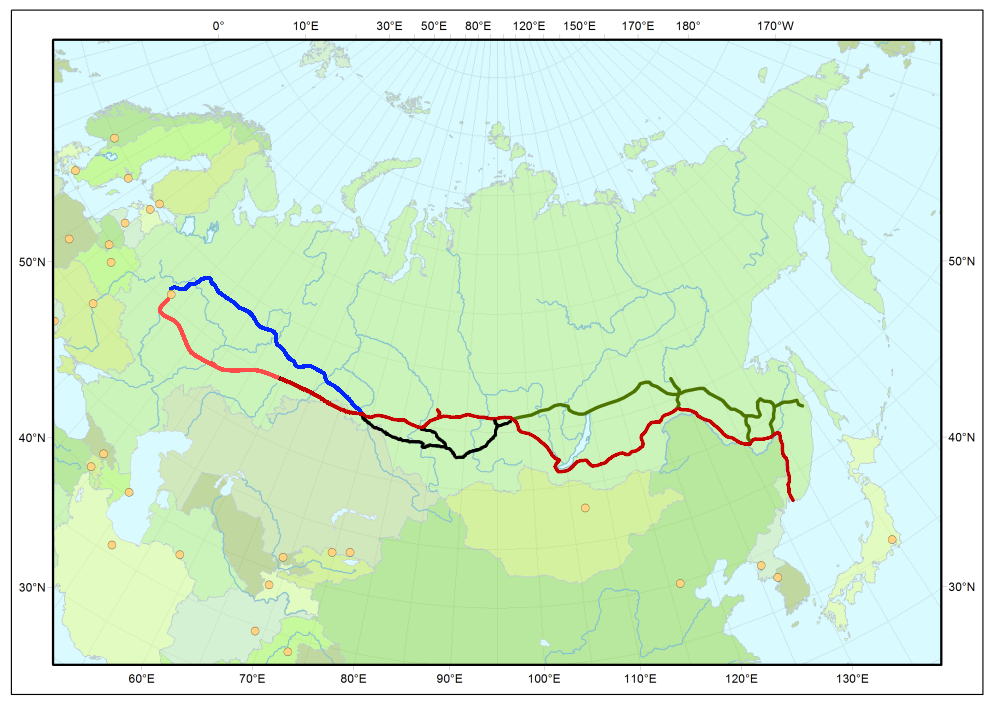
In verde, la ferrovia Bajkal Amur. In rosso la Transiberiana e in blu la linea storica Mosca-Omsk

### La genesi del progetto e i lavori preparatori
L'idea di costruire una ferrovia a nord del Bajkal nacque poco tempo dopo la progettazione della ferrovia Transiberiana. Il nome Vtoroj Transsib (Seconda Transiberiana), compare per la prima volta in occasione delle prime esplorazioni delle regioni: la prima degli anni 1907-1908 guidata da V. Polovinkov, la seconda nel 1914, condotta da E. Michailovskij.
Nel 1924 il Consiglio del Lavoro e della Difesa dell'Unione Sovietica approvò un piano pluriennale per la costruzione di diverse ferrovie nel paese, delineando ufficialmente i contorni della Seconda Transiberiana. Nel 1930 un documento ufficiale per la prima volta cita il nome Bajkal Amur Magistral': un progetto di costruzione della ferrovia da parte della società di costruzioni sovietica Dal'krajkom VKP.
Tre anni dopo, approvata la prima delibera governativa "per la costruzione della Direttrice Bajkal-Amur". fu istituito l'organo progettuale per definire il percorso più adatto. Per la prima volta apparve sulle carte la stazione di Bam (in seguito Bamovskaja), un villaggio nato sulla Transiberiana.
Furono stabiliti i punti chiave della linea: partenza da Tajšet, importante stazione sulla Transiberiana, avanzamento in direzione della punta settentrionale del lago Bajkal, curvando a sud-est verso le regioni di Tynda e Urgal per poi raggiungere le due città più importanti della regione, Komsomol'sk-na-Amure e il porto di Sovetskaja Gavan', sulla costa del Pacifico, di fronte all'isola di Sachalin, capolinea più di mille chilometri a nord di Vladivostok, punto terminale della Transiberiana.
La costruzione iniziò con il ramo ferroviario da Bam a Tyndinskij (in seguito Tynda), poi rinominato Malyj BAM (piccola BAM). Nel 1937 vennero avviati i lavori da Tajšet a Sovjetskaja Gavan di cui venne incaricata la BAMTransproekt, organizzazione formata da tecnici, progettisti e ingegneri altamente specializzati, con a capo l'ingegnere F. Gvozdevskij. Tra il 1938 e il 1940 la società operò nell'area tra il Bajkal, Čara e Tyndinskij.
Un primo progetto definitivo dell'intera BAM fu completato nel 1940. Tra l'agosto del 1942 e il febbraio del 1943, durante l'assedio delle truppe del Terzo Reich che precedette la battaglia di Stalingrado, alcune parti della BAM vennero smontate per costruire una linea di rifornimento ai soldati sovietici impegnati nella battaglia, decisiva per la seconda guerra mondiale, mentre i lavori nell'estremo oriente vennero bloccati.
Nel maggio del 1943 il Comitato Statale per la Difesa prese la decisione, forse per scopi militari, di costruire il tratto più orientale tra Komsomol'sk-na-Amure e Sovjetskaja Gavan' utilizzando 150.000 prigionieri di guerra giapponesi internati in sei diversi campi di lavoro forzato.

### Il completamento del primo tratto: da Tajšet alla Lena
Nel 1947 venne aperto al traffico il primo tratto, il più occidentale, tra Bratsk e Tajšet. La città di Ust'-Kut, sul fiume Lena, fu raggiunta dai primi convogli quattro anni dopo, nel luglio del 1951. La messa in funzione di tale tratto, a ovest del Bajkal, accelerò lo sviluppo delle città circostanti: venne ultimata la potente centrale idroelettrica di Bratsk, e si svilupparono le attività produttive nel triangolo industriale tra Bratsk, Ust'-Kut e Ust'-Ilim; quest'ultima città a circa 200 km a nord della ferrovia fu raggiunta da una diramazione della BAM. Il traffico dei convogli lungo questo primo tratto Bratsk-Lena divenne regolare a partire dal 1958, data considerata di inizio vero e proprio dell'esistenza della BAM.
Le condizioni climatiche sulla linea erano spesso estreme, e rendevano impossibile il movimento dei convogli attraverso le zone quasi disabitate. Il tratto fu completamente elettrificato molti anni più tardi, tra il 1964 e il 1975. Gli anni cinquanta portarono enormi cambiamenti nell'Unione Sovietica con la morte di Stalin, l'ascesa al potere di Nikita Chruščëv e l'inizio di una politica economica, interna ed estera diversa. La costruzione della BAM durante gli anni sessanta subì un forte rallentamento

### La rinascita del progetto BAM

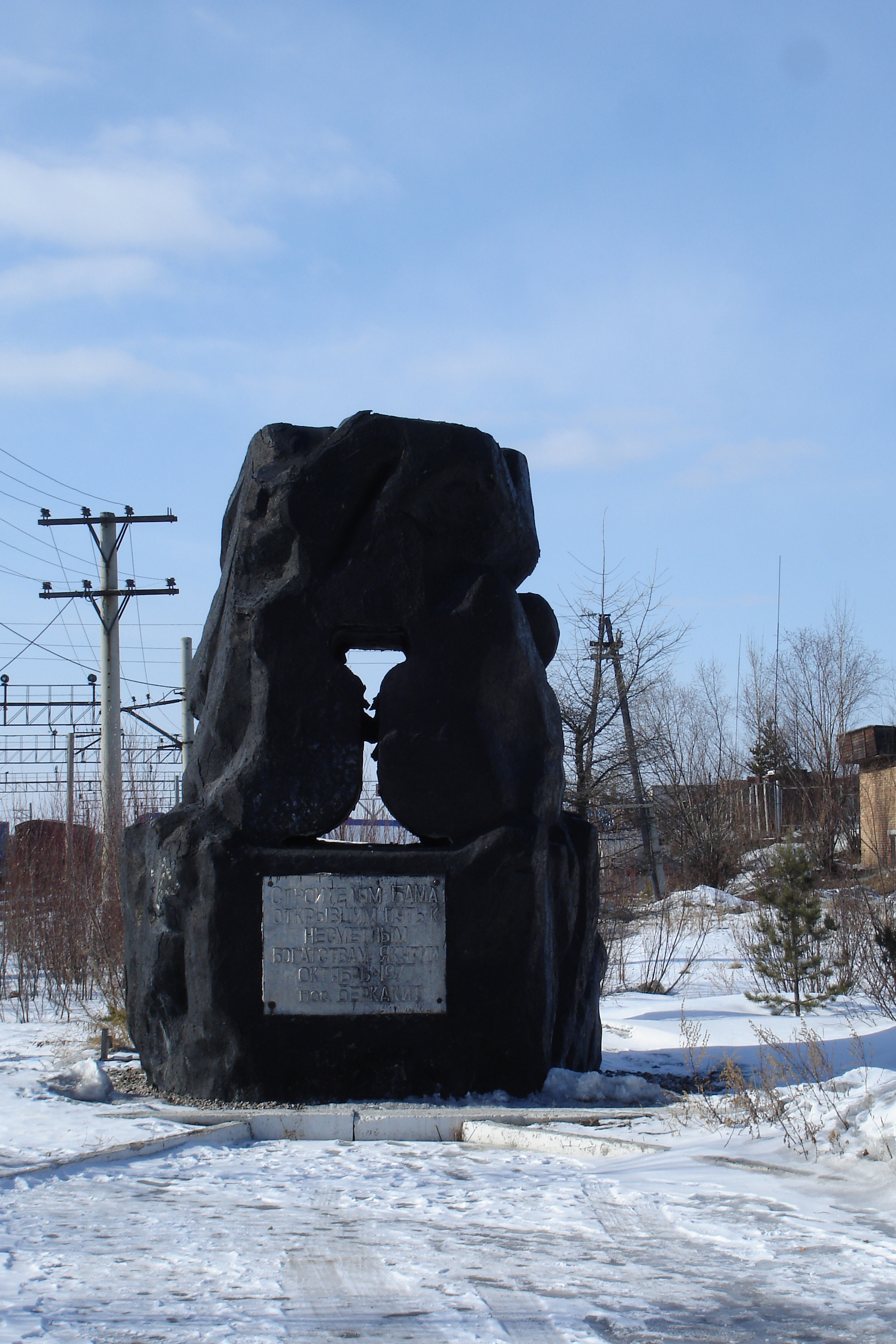
Il monumento agli operai della BAM a Berkakit. La scritta dive Ai costruttori della BAM, che hanno aperto la strada per le ricchezze della Yakutia. Ottobre 1977

Dopo anni di inattività, il progetto BAM viene ripreso il 17 novembre 1971 dal ministero dei trasporti con la costituzione di un reparto speciale nella stazione di Skovorodino denominato BAMstrojput per la nuova fase della costruzione della ferrovia. Il 5 aprile 1972, iniziarono ufficialmente i lavori di costruzione della Sovremennyj BAM, la BAM moderna.
Dal congresso del Komsomol di Mosca, il 23 aprile 1974 scaturì l'iniziativa di formare il primo distaccamento dei giovani del Komsomol, per assaltare la taiga vergine e costruirvi la ferrovia, operazione propagandistica che l'editoriale della Pravda del 27 giugno intitolava "dal Bajkal all'Amur" seguito da una interminabile serie di articoli, scritti, manifesti e slogan vari, volti a celebrare e nutrire il mito della BAM e dei BAMovcy, gli eroici lavoratori della "strada verso il futuro".
Nel luglio dello stesso anno, il consiglio dei ministri istituiva una commissione operativa per la costruzione e la messa in funzione della BAM; nel gennaio successivo nacque la GlavBAMstroj, impresa incaricata di costruire la BAM e di gestire i lavori delle altre imprese più piccole operanti nella zona, con a capo Konstantin Mochortov, viceministro delle costruzioni per i trasporti.

Nell'estate del 1975 i lavori procedevano rapidamente e arrivavano nuovi BAMovcy da tutte le parti dell'Unione Sovietica. Nel settembre successivo fu istituita una speciale accademia scientifica per studiare e risolvere i problemi costruttivi della linea, rivelatisi maggiori di quanto si fosse pensato in fase di progettazione.

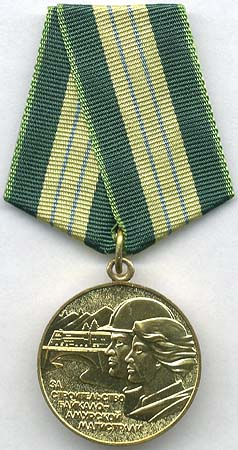
La Medaglia al valore per la costruzione della BAM

Il 15 settembre del 1975, fu posato uno storico anello d'argento a collegare i binari tra Tynda e Čara. L'ultimo incontro, nove anni più tardi, fu celebrato con l'infissione di un anello d'oro e la costruzione di un sontuoso monumento alla memoria. Dall'ottobre 1976 venne istituita una medaglia al valore "per la costruzione della BAM".
Nell'ottobre del 1977 venne aperto un altro ramo laterale: i treni da Tynda potevano giungere a nord fino a Berkakit, ma l'idea era quella di posare binari fino a Tommot e successivamente fino a Jakutsk, creando una nuova ferrovia, la “AJaM”, ovvero la “Amur-Jakutsk Magistral”. Con la realizzazione di questa opera, la città di Tynda, già scelta anni prima come città di collegamento tra la BAM e la Transiberiana (grazie alla piccola BAM) diventava una delle città più importanti dell'oriente russo.
Le condizioni in cui vivevano i lavoratori erano sempre più dure, sottoposti ai rigori del clima, alla scarsità delle risorse e al difficile regime di caos e criminalità della zona, e portarono molti BAMovcy a lasciare i cantieri, o a rifiutarsi di lavorare.
Il 28 gennaio 1978 venne convocata un'assemblea dei principali organi preposti allo sviluppo e alla costruzione: GlavBAMstroj, Dorprofsož, e il direttivo del reparto operativo dei giovani leninisti. I lavori procedevano a rilento, i lavoratori erano sempre meno e l'ordine della zona stava diventando incontrollabile.
Come soluzione fu approvata la proposta di una competizione tra i vari reparti di costruzione per uscire da una situazione che stava sfuggendo di mano e portare a termine i tratti mancanti il prima possibile.
Per sanare la situazione, il 25 luglio 1978 il consiglio dei ministri emise la sua delibera numero 798: "misure di supporto alla costruzione della BAM".
Nell'ottobre del 1979 venne aperto il tunnel del Bajkal, che permetteva di raggiungere rapidamente Severobajkal'skoe, una delle opere ingegneristiche più avanzate di tutta la BAM. 
All'inizio del 1980 vennero completati i tratti: Bamovskaja-Tynda-Berkakit, Izvestkovaja-Urgal-Čegdomyn. I lavori erano invece ancora in corso nei tratti Ust'-Kut – Severobajkal'sk, e Urgal-Komsomolsk.
Il 29 settembre 1984 alle ore 10.05 di Mosca, nella piccola fermata di Balbuchta (oblast' di Čita, provincia di Kalarskij) le due squadre costruttrici dell'ultimo tratto si incontrarono e unirono i binari con una zolotaja stykovka, una giunzione dorata: la BAM veniva dichiarata completa.
La cerimonia ufficiale di completamento fu celebrata poco distante, a Kuanda, il 1º ottobre, con l'apposizione dell'anello d'oro sui binari, e l'inaugurazione di un monumento alla gloria dei costruttori della BAM.
Il 27 ottobre a Tynda, veniva ufficialmente aperto il traffico lungo l'intera linea.

### Il completamento
Anche se teoricamente si poteva percorrere l'intera BAM, la ferrovia non era affatto completa come dichiarato dalle autorità: solo una piccola parte della ferrovia era elettrificata, restavano da potenziare le linee per i rifornimenti, bisognava installare industrie e centrali energetiche e costruire nuove case per i futuri operai.
Il 12 luglio del 1985 il consiglio dei ministri emise la quinta delibera riguardante la BAM: "Provvedimenti per la costruzione della parte più orientale della ferrovia Bajkal-Amur".
Nella primavera del 1986 iniziarono i lavori di elettrificazione dei restanti tratti di linea.
Il tratto Lena-Nižneangarsk venne completato lo stesso anno. La tratta Nižneangarsk-Novyj Uojan l'anno successivo, e nel 1987 fu la volta di Novyj Uojan- Angarakan. Nel 1988 la linea raggiunse Taksimo.
I lavori su questi tratti, nella regione montagnosa del lago Bajkal, richiesero grandi sforzi di progettazione e di costruzione. Contemporaneamente venivano effettuati i lavori di correzione dei tratti finiti male e in fretta nell'ultimo periodo nella regione di Čita.
Il tratto più problematico dell'intera linea risultava essere la dorsale di Severomuisk con i binari che raggiungevano in diversi punti il 40 per mille di pendenza. Far viaggiare treni passeggeri lungo tratti di una tale pendenza non era consentito dalle normative che regolavano i trasporti, per cui per un certo periodo i passeggeri che arrivavano da ovest si dovevano fermare ad Angarakan, e quelli che arrivavano da Tynda non potevano procedere oltre Okusikan. Da queste due stazioni chi voleva proseguire il viaggio con la BAM era costretto a scendere dal treno e raggiungere l'altro versante della dorsale in autobus lungo una strada dissestata di montagna. La distanza tra i due punti era di circa 20 chilometri. Il progetto iniziale prevedeva un tunnel di 15 chilometri che attraversasse tutta la zona ad una profondità senza pari in tutta l'URSS.
Nel 1989 si giunse a una soluzione: un lungo percorso di 61 km che affrontava la dorsale lateralmente, passando attraverso due nuovi tunnel e un altissimo ponte sospeso tanto suggestivo da meritarsi il nome Čertov Most (il Ponte del Diavolo) il cui dislivello non superava il 18 per mille. Ciò rendeva la BAM interamente percorribile da un capo all'altro anche ai treni passeggeri.

### La BAM dopo la dissoluzione dell'Unione Sovietica
Gli avvenimenti politici ed economici del triennio 1989-1991 che portarono alla scomparsa dell'Unione Sovietica e alla nascita della nuova Federazione Russa portarono al crollo del traffico sulla BAM. Nel 1990 la frequenza era di appena 8 treni al giorno.
Tra 1992 al 1998 furono presi nuovi provvedimenti per il perfezionamento di vari tratti e la continuazione della AJaM, nonché misure per stimolare lo sviluppo economico della regione della BAM.
Il 5 dicembre 2003 la BAM venne completata nella ristrutturazione, con la galleria di Severomuisk lunga più di 15 chilometri. La realizzazione di questa opera è costata una cifra molto importante (3 miliardi di rubli) e ben 27 anni di lavoro.
Uno dei prossimi progetti è quello di unire la ferrovia all'isola di Sachalin, e quindi al Giappone. In questo modo si aprirebbe un'unica arteria di traffico merci di una lunghezza senza paragoni. 
Un altro obiettivo è quello di aggiungere un secondo binario ai tratti in cui esso ancora manca.

## Il presente

### La BAM nel 2007
La BAM è completa e funzionante.

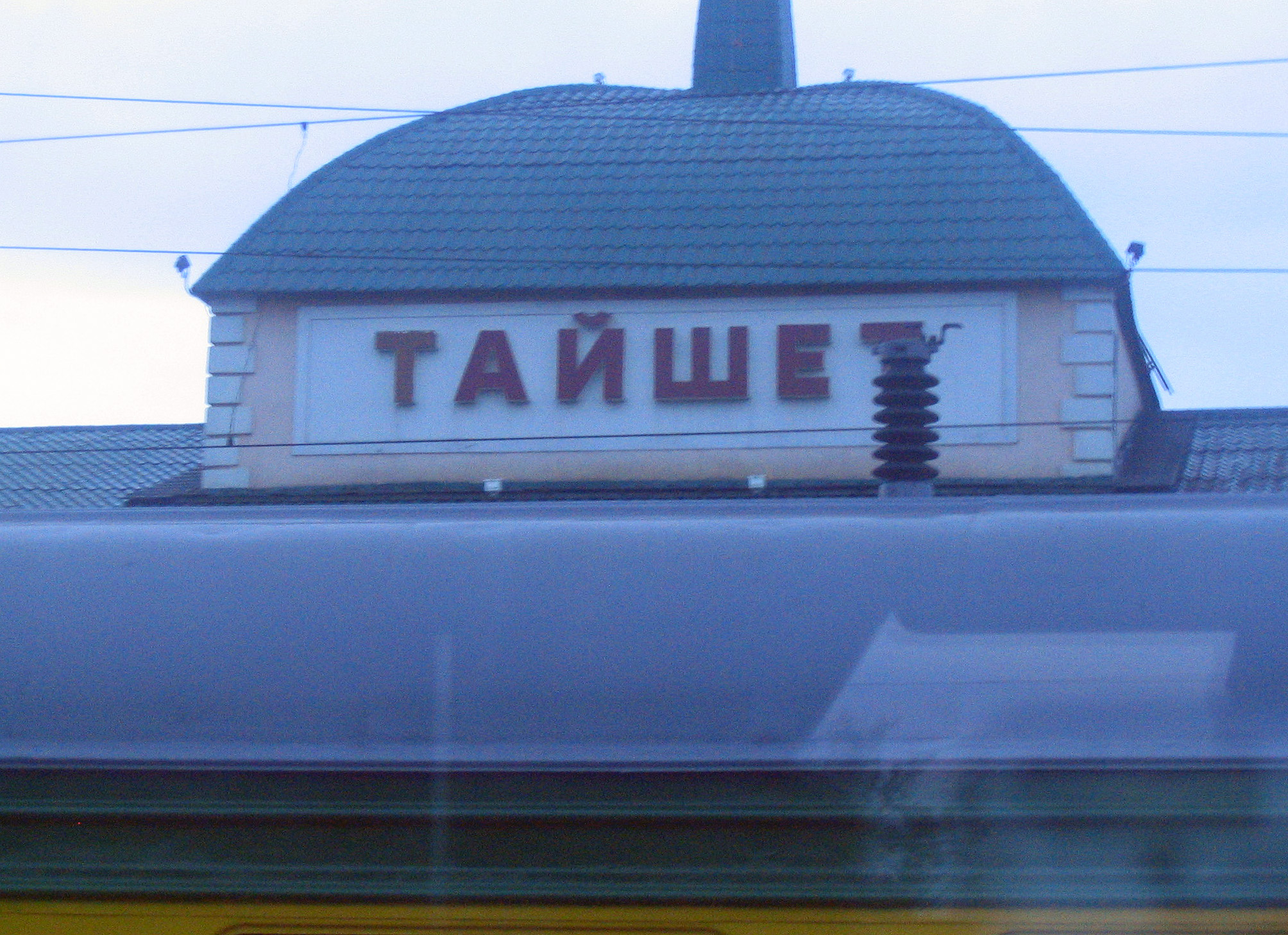
L'attuale stazione di Tajšet

Quasi tutta la linea corre su un unico binario, tranne la prima parte di 704 km da Tajšet alla Lena, ma è prevista in futuro la realizzazione del secondo binario.
Tra la linea principale e i rami laterali essa raggiunge i 4300 km.
Di questi 4300 km, 1000 sono stati posati sul permafrost e sono realizzati in uno speciale acciaio molto resistente alle basse temperature. La ferrovia attraversa undici fiumi e sette catene montuose. Per realizzarla è stato necessario costruire otto tunnel, 142 ponti lunghi almeno cento metri e 241 stazioni ferroviarie. La linea è elettrificata fino a Taksimo, dopodiché i convogli proseguono grazie a motori diesel.
La capacità di trasporto annuale della BAM è stimata in 180 milioni di tonnellate nella parte occidentale a doppio binario e di appena 9 milioni di tonnellate nella parte orientale. Il volume delle merci trasportate però è molto inferiore: appena 8 milioni di tonnellate per il tratto a doppio binario e 5,5 per quello orientale. Di contro la sola “piccola BAM” (ovvero il tratto tra Bamovskaja sulla Transiberiana e Tynda) realizza il trasporto di quasi 10 milioni di tonnellate annue.

### Gli effetti economici e sociali della Ferrovia BAM
Lungo la BAM si è sviluppata una realtà sociale ed economica importante per la Russia odierna.
Lungo la Magistral sono sorti centinaia di villaggi e numerose città, e anche se molti centri abitati sono stati abbandonati, molti resistono e sono senza dubbio importanti.

#### Da Tajšet al lago Bajkal
Partendo da ovest e arrivando fino all'Oceano Pacifico, Tajšet è il primo degli insediamenti attraversati della BAM: è il punto sulla Transiberiana da cui parte la direttrice. Conta quasi 40 000 abitanti ed è un importante centro amministrativo della regione di Irkutsk. È in progetto il passaggio di un oleodotto lungo 4300 km, che partendo proprio da Tajšet porterà enormi quantità di greggio a Daqing in Cina.
La città di Bratsk è situata duecento chilometri a est di Tajšet. È una città di antiche origini cosacche, che ha vissuto grandi trasformazioni; negli anni cinquanta vi fu costruito l'imponente sistema di dighe sul fiume Angara che alimenta la potente centrale idroelettrica da 4500 MW, la quale ha avuto un ruolo fondamentale nella costruzione della ferrovia. Con 260 000 abitanti, è il centro di una regione ricca di legname e miniere di bauxite. Le sue industrie lavorano la cellulosa e l'alluminio.
Bratsk è nota anche per l'altissimo inquinamento prodotto, in particolare per la contaminazione del lago Bajkal con gli scarti della produzione della carta. Anche l'inquinamento atmosferico è molto pesante.
Altra centenaria città di origine cosacca è Ust'-Kut, sul successivo fiume Lena. Con i suoi 55 000 abitanti è un punto di raccolta e scambio di legname, petrolio e gas naturale.
Proseguendo ancora verso est troviamo la riva settentrionale del Bajkal, con Severobajkal'sk e Nižneangarsk, piccoli centri di circa 20 000 abitanti, tra le cui risorse spicca il turismo: la regione del nord-Bajkal infatti è un'ambita meta di villeggiatura per molti, soprattutto durante i mesi caldi.

#### Le zone montuose e selvagge
A est del Bajkal inizia la zona montuosa, dove si attraversano i monti Kodar e in seguito la dorsale di Severomujsk col celebre tunnel. La zona è punteggiata di piccoli insediamenti e villaggi che si alternano a chilometri e chilometri di taiga disabitata. Il centro abitato più popoloso dei mille chilometri tra il Bajkal e Tynda è Taksimo (16.600 abitanti).
Questa regione selvaggia e semideserta è detta regione della BAM; la qualità e quantità di minerali presenti in questa zona la rende la terza più importante di tutta la federazione per l'estrazione dell'oro (3480,2 kg nel 2003). Vengono estratti anche molto argento e altri minerali non ferrosi, tra cui l'uranio.
Superando mille chilometri di tajga, attraversati da monti, valli, e dozzine di corsi d'acqua tra cui l'importante fiume Čara, costeggiato da antichi insediamenti Evenki, si giunge a Tynda, considerata la capitale della BAM.

#### Tynda

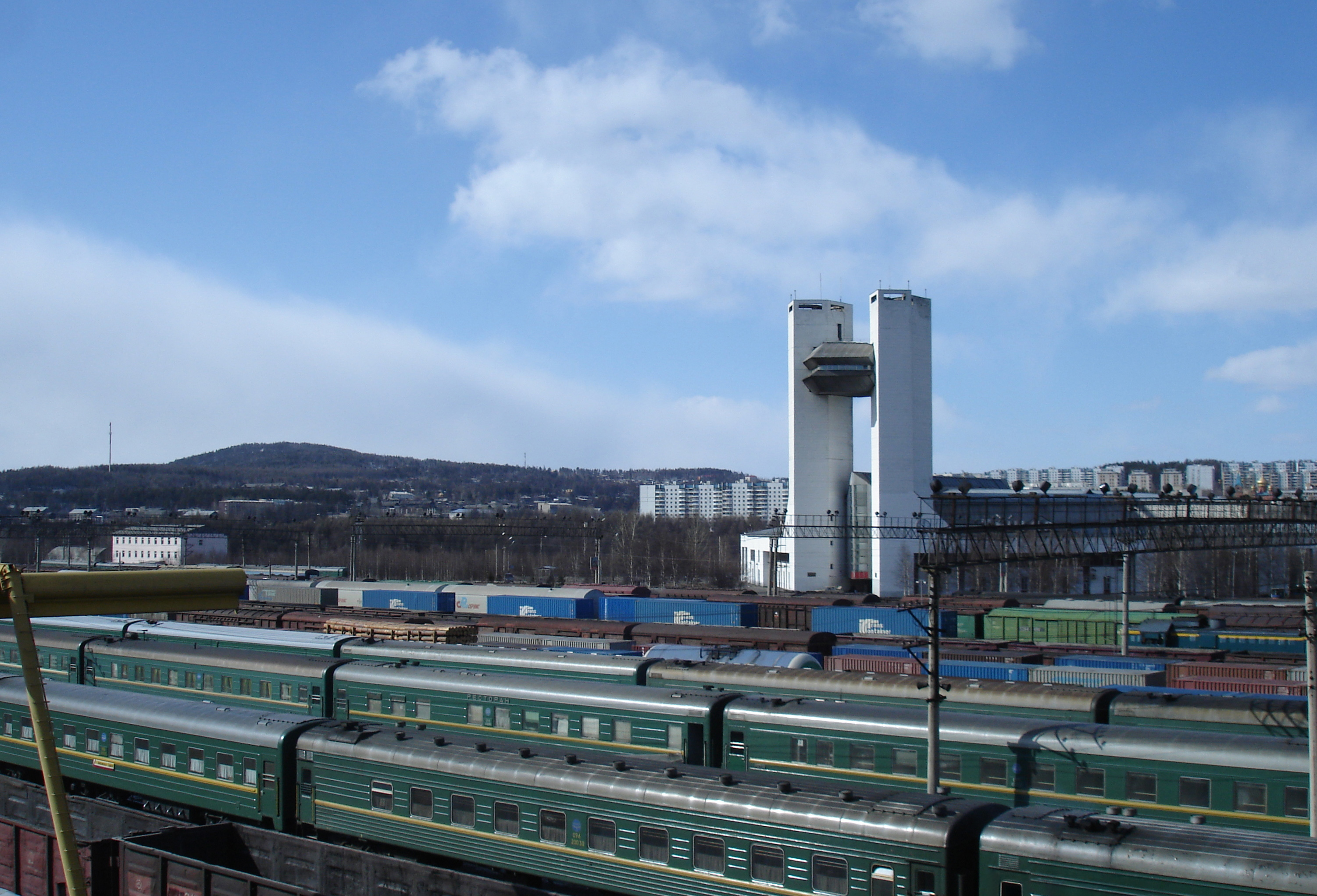
La stazione di Tynda con il terminal ferroviario, aprile 2009

Tynda si trova all'incrocio di tre linee ferroviarie e dell'importante strada federale Amur-Jakutsk (strada che porta da Tynda a Jakutsk), ed è il centro di tutta la regione dal Bajkal al Pacifico.
Fino al 1975 era solo un piccolo villaggio chiamato Tyndinskij, dal quale sarebbero dovuti partire i due rami della BAM verso la Lena e verso l'oceano. In pochi anni, crebbe fino a 60 000 abitanti, per poi scendere gradualmente a 40.000 dopo la fine dei lavori. Durante il decennio 1974-84 Tynda ha avuto una caratteristica molto particolare: la sua popolazione è stata una delle più giovani del mondo: l'età media era di 25,5 anni.
Tynda, che non a caso fu costruita quasi esclusivamente da giovani moscoviti, diventò capitale della BAM per vari motivi. Innanzitutto era la "porta" della BAM; era infatti il punto di arrivo del ramo che congiungeva la Transiberiana alla futura Magistral. In secondo luogo si trova al centro di una regione ricchissima di minerali (dall'oro al rame, alle pietre da costruzione). Per finire, fin dagli anni settanta è sempre stata la sede della maggior parte degli organi preposti alla costruzione della BAM e allo sviluppo dell'estremo oriente russo.
Dalla particolare posizione geografica di Tynda deriva il suo rigido clima, con escursioni termiche tra l'inverno e l'estate che possono arrivare a 70 gradi centigradi. La temperatura media dell'inverno si aggira intorno a -30 °C, con punte di -45°. 
La maggior parte degli abitanti di questa cittadina lavora nel settore dei trasporti: la risorsa principale di Tynda infatti è proprio la BAM, perché le altre attività economiche che avrebbero dovuto sorgervi non si sono mai sviluppate.
Il legame con la ferrovia è talmente stretto che gli abitanti di Tynda ogni anno organizzano un festival di canzoni dedicate alla Magistral.

#### L'estremità orientale

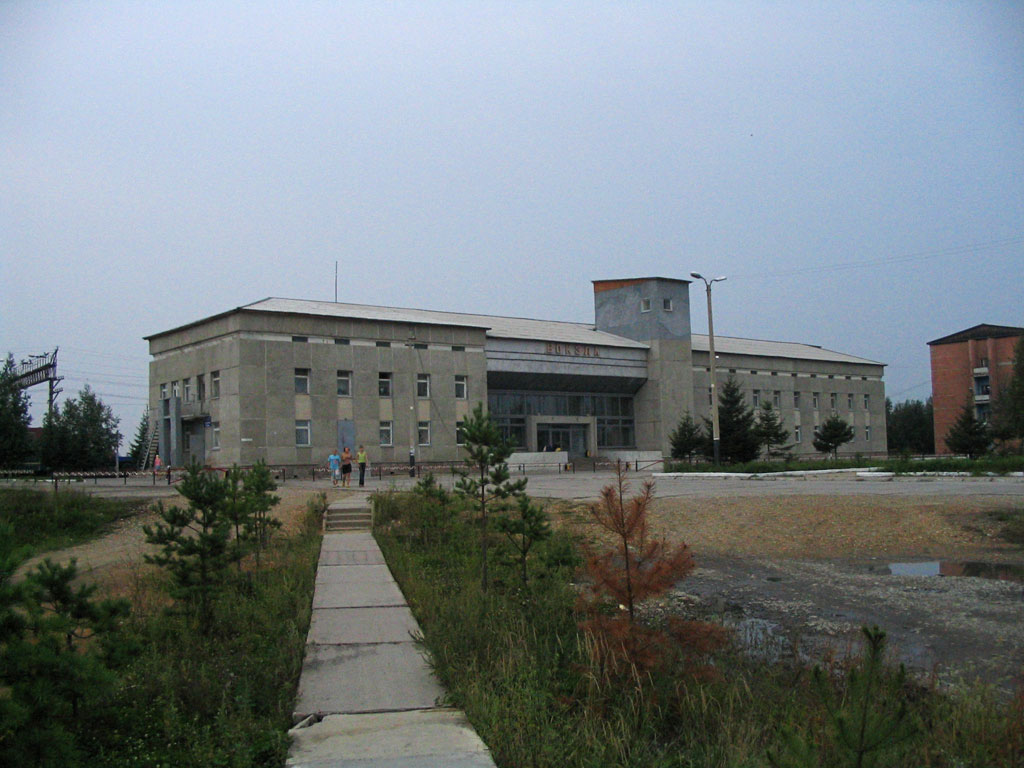
La stazione della BAM a Fevral'sk

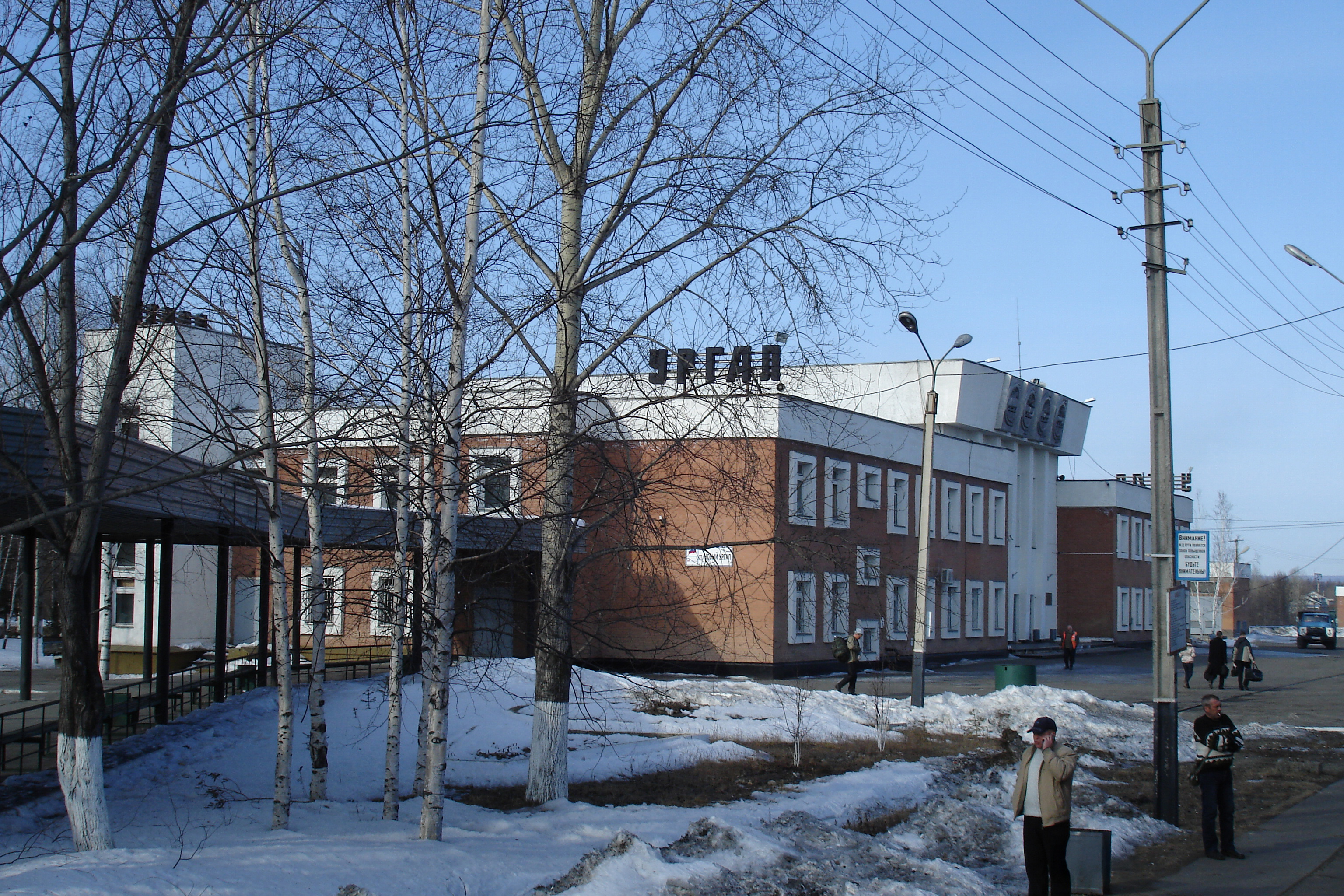
La stazione della BAM a Novy Urgal

Gli insediamenti a est di Tynda sono molto modesti, nessuno di essi raggiunge i diecimila abitanti. Durante gli anni della costruzione della BAM erano molto più popolati, ma in questi anni vi abita solo un numero di persone sufficienti a far funzionare la ferrovia.
Tungala, Fevral'sk, Urgal, Zeja, Čegdomyn, Postyševo sono i villaggi più popolosi lungo la linea, che devia bruscamente verso sud, avvicinandosi alla Transiberiana. In questo ampio tratto, i binari scorrono nella pianeggiante valle dell'Amur, per poi ricominciare a salire in corrispondenza della catena dei monti Turan, sui quali si trova Čegdomyn. Una parte della popolazione resta molto legata alla zona e agli ideali di progresso per cui la BAM fu costruita, ma i dati demografici indicano un progressivo abbandono della valle dell'Amur, soprattutto da parte dei giovani.
Attraversati i monti Turana e la successiva catena della Bureja, l'odierna BAM giunge al suo capolinea, Komsomol'sk-na-Amure. La città di Komsomol'sk ha una storia completamente diversa da quella delle altre città della BAM. Innanzitutto bisogna premettere che l'area (che ha come capitale Chabarovsk, a soli 350 km di distanza, sulla Transiberiana) fu cinese fino al 1858; in secondo luogo Komsomol'sk fu fondata nel 1932, conta 280 000 abitanti ed è un'affermata città industriale, che conta raffinerie, acciaierie, cantieri aerei e due basi militari.
La città vive soprattutto di commercio con la vicina Cina, dalla quale importa merci che vengono poi trasportate via nave o lungo BAM; molti cinesi risiedono a Komsomol'sk, che per questo viene a spesso chiamato anche col suo nome cinese Gongqing Cheng (Città del Komsomol'sk).
Inizialmente, per la sua funzione militare, Komsomol'sk era una città ad accesso limitato e ai suoi abitanti venivano dati ingenti incentivi statali. Non gode più di questo status, e per questo motivo la popolazione va calando.
Nonostante Komsomolsk venga considerato il capolinea, la linea che porta al Pacifico prosegue fino a Sovetskaja Gavan', città di circa 30 000 abitanti, fondata nel 1941. Insieme a Vanino (60 km più a nord), costituisce il più importante complesso portuale russo sull'Oceano Pacifico.

### La funzione economica
Fin dai primi tentativi di costruire la BAM, uno degli obiettivi principali era lo sfruttamento delle grandi ricchezze territoriali della Siberia, ricca di quelle materie prime e risorse energetiche che mancavano alla Russia europea, ricca di manodopera e industrie.
È in questo contesto che si inserisce quel concetto che l'economista Victor Mote chiama "complementarità economica", alla base di quella serie di provvedimenti politici ed economici che saranno conosciuti in seguito come "la grande spinta verso l'est", un tema fondamentale del periodo di governo di Brežnev.

#### La ricerca delle risorse naturali
Per l'Unione Sovietica sempre più impegnata a stare al passo con i tempi, era impensabile trascurare le risorse siberiane come i fiumi per le dighe e centrali idroelettriche le riserva di legname fornite dalla taiga, le miniere e i giacimenti di minerali e idrocarburi.
A nord, la Jakutja, ricchissima soprattutto di idrocarburi, combustibili fossili di vario genere e carbone. La Siberia orientale abbondante di petrolio e gas naturale. Nella valle dell'Amur giacimenti di minerali pregiati, come il rame di Udokan, l'asbesto, il magnesio e il nickel, miniere di oro, argento e altri metalli preziosi, e quasi ovunque in Siberia e nell'estremo oriente russo grande abbondanza di pesce, legname e pellicce.

#### La sostenibilità dell'intervento
Negli anni cinquanta il governo sovietico si chiedeva se convenisse o meno sviluppare la Siberia. L'operazione appariva complessa: la costruzione di vie di trasporto e infrastrutture richiedeva costi altissimi e la necessità di trasferire manodopera. Quelli che contrastavano i sostenitori dell'immediato bisogno di sviluppare la Siberia, erano i sostenitori della "tesi europea", i quali sostenevano che l'URSS avrebbe potuto accontentarsi di sfruttare a fondo le risorse delle comunque ricche Ucraina e Bielorussia, prima di avventurarsi in terre sconosciute e affrontare azzardate spese prive di garanzia.
Alla fine si decise di investire nello sviluppo dell'oriente. Il governo sovietico si impegnò molto: la sola BAM costò una cifra enorme (più di 18.000.000.000 di rubli), che vennero diluiti in una continua spesa tale che durante il decennio 1974-84 questa cifra rappresentava annualmente l'1% del PIL.

#### I complessi territoriali
Ministri e funzionari del progetto BAM adottarono lo schema del "complesso produttivo territoriale". Sostanzialmente si trattava di costituire un nucleo produttivo contenente al suo interno le abitazioni, i siti da cui ricavare le materie prime, le industrie per lavorarle e le centrali energetiche.
Una prima applicazione di questo concetto si trovava a nord del Bajkal, nella zona Severobajkal'sk/Nižneangarsk, ricca di asbesto (il minerale da cui si ricava l'amianto), e di metalli non ferrosi tra cui alcuni molto rari; un secondo centro era situato lungo il corso della Lena, a nord, zona dove abbondano legnami, petrolio e gas; un terzo punto era collocato nei paraggi di Udokan, area di ricchissime miniere di rame; un ultimo punto cruciale era l'area di Nerjungrj, con le sue miniere di carbone e i tesori della Jakutja meridionale.
Il sistema dei complessi territoriali subì presto l'influsso della distanza da Mosca. Infatti in ognuno dei punti convenuti convergevano i poteri di più ministeri, che si insediavano sul posto e creavano una gran confusione installando ciascuno le proprie linee di rifornimenti, le proprie linee energetiche, le proprie aree residenziali con una assoluta mancanza di collaborazione tra i vari organi, che determinava una vera e propria debolezza amministrativa ed enormi carenze ed inefficienze.
Ad aggravare la situazione, il fatto che questi agglomerati urbano-industriali non avevano un'amministrazione autonoma; tutto al loro interno avveniva secondo le disposizioni dei ministeri che vi si erano insediati, delle competenze regionali (come gli oblast), delle élite locali o delle società che vi lavoravano, ma i complessi territoriali non avevano nessuna autorità interna.
Un'eccezione è rappresentata dal complesso della Jakutja meridionale, Nerjungrj, area da tempo oggetto di ricerche geologiche accurate e di investimenti da parte di enti stranieri autorizzati, soprattutto giapponesi, interessate a sfruttare la zona.
Le società costruttrici furono duramente criticate per i metodi di insediamento. Queste infatti usavano un sistema "a livelli" che consisteva nell'insediarsi in una zona per poi fare uscite di qualche giorno in altre zone dove lavorare. Le uscite potevano durare anche molto di più nel caso di costruzioni di edifici o infrastrutture. Alla fine però gli operai, che durante queste missioni dormivano in alloggi temporanei, tornavano sempre al luogo di partenza. Questo, secondo i difensori della causa siberiana, era un metodo per portare in Siberia solo chi era interessato a fare tanti soldi in fretta e abbandonare il prima possibile questi luoghi.

### La BAM come arteria di trasporto e veicolo di scambio con l'Estremo Oriente
Per una regione enorme come la Siberia le vie di trasporto giocano un ruolo cruciale nel processo di sviluppo economico, permettendo lo sfruttamento delle risorse naturali disperse sul territorio.

#### Il ruolo della ferrovia
La Siberia è attraversata dalla ferrovia Transiberiana, che garantisce il trasporto di passeggeri e materie prime su binario tutto l'anno, con una capacità di oltre 100 milioni di tonnellate di merci.
La Transiberiana però passa a sud della Jakutja, una delle regioni più vaste (seppur meno popolate) e più ricche di oro, diamanti, petrolio e uranio. La sua capitale Jakutsk era legata alla Transiberiana e al resto della Russia solamente da due strade sterrate, spesso accidentate e impraticabili per via della presenza del permafrost e di numerosi corsi d'acqua causati dal disgelo stagionale.
Il trasporto per via aerea sarebbe stata un'alternativa difficile da realizzare su vasta scala, soprattutto per i costi del carburante (Jakutsk dista 6875 km da Mosca), per le condizioni atmosferiche che sono spesso proibitive. e per la capacità di carico limitata dei velivoli.
Il treno rimaneva dunque l'unica soluzione plausibile: l'itinerario seguito dalla BAM nei pressi dell'oceano Pacifico, consentiva anche di sviluppare il traffico via nave da Sovetskaja Gavan che da Vladivostok, il capolinea della Transiberiana, soprattutto per le merci dirette in Giappone.

#### La sottoutilizzazione della linea
Nonostante l'importanza strategica della linea, questa è stata ed è tuttora ampiamente sottoutilizzata.
Nel 1985, anno dopo il primo completamento, per la BAM sarebbero dovuti passare secondo i piani 35 milioni di tonnellate di merci, ma ve ne sono transitati solo 25 milioni. Questa merce consiste per il 70% di petrolio e per la maggior parte del resto in carbone e legname.
Nel 2007 la capacità di trasporto della BAM era ormai più che quadruplicata, ma la quantità di merci trasportate rimane lievemente inferiore a quella del 1985.
Se si considera il solo tratto orientale, quello dell'era Brežnev, la quantità di merci trasportate è quasi insignificante: solo 5,5 milioni di tonnellate di merci.

#### L'importanza dell'industria petrolifera
Il trasporto del petrolio è stato uno dei motivi principali che spinsero il governo di Brežnev a intraprendere la costruzione della linea.
Nel 1973, l'anno prima dell'inizio dei lavori iniziò la crisi petrolifera mondiale, e i prezzi del greggio iniziarono a salire rapidamente. Questa condizione avrebbe permesso all'URSS di diventare una grande potenza petrolifera, rendendo conveniente in prospettiva futura l'enorme investimento richiesto dalla costruzione della nuova ferrovia.
La vicinanza con il Giappone, all'epoca in pieno boom economico, avrebbe consentito di sfruttare un mercato potenzialmente molto ricco: vennero stipulati numerosi patti economici, uno del valore di 450 milioni di dollari per cui il Giappone avrebbe corrisposto in macchinari ad alta tecnologia per costruire la BAM, e l'Unione Sovietica avrebbe ripagato con il permesso di estrarre il prezioso carbone della Jakutja.
Nei piani iniziali le miniere di carbone di Nerjungrj avrebbero ripagato da sole in un decennio la spesa più grossa per la costruzione della BAM, senza necessitare investimenti nell'impianto minerario, che sarebbe stato gestito autonomamente dai giapponesi. Questa previsione, già poco realistica, divenne sempre più improbabile con il continuo deterioramento dell'economia sovietica tra gli anni settanta e ottanta.
Nel 1980 con la fine della seconda crisi petrolifera i prezzi del greggio arabo iniziarono a scendere e il petrolio siberiano cessò di essere così competitivo. I rapporti tra URSS e Giappone si fecero più deboli a causa di varie dispute, tra cui quella sulle isole Curili e la decisione sovietica di attaccare l'Afghanistan.
Inoltre l'inizio dello sfruttamento economico mise alla luce dei gravi errori di valutazione nella prospezione di numerosi giacimenti e miniere, come le miniere di rame di Udokan, dovuti ad equipaggiamento inadatto ed inesperienza delle spedizioni geologiche. Già nel 1979 lo studioso Boris Komarov avvertiva: La Siberia può trasformarsi molto presto dall'"inesauribile fonte di risorse" che tutti si aspettano, in un anonimo paese della povertà.

#### Limiti allo sviluppo dell'opera
I maggiori limiti nello sviluppo del traffico commerciale sulla linea sono la lentezza, poiché la linea è per la maggior parte a binario unico, e i frequenti furti alle merci in transito.
Per questi motivi è preferito l'uso della vecchia Transiberiana, della trafficatissima linea Kazakistan - Cina - Hong Kong o delle rotte marittime del Pacifico.

### La funzione militare della BAM
Per via delle politiche di segretezza del regime sovietico, di cui molti documenti sono inaccessibili, il ruolo militare della BAM nell'apparato bellico sovietico e russo non può essere delineato con chiarezza.
Lo studioso Allen Withing in un suo lavoro del 1981 speculò sul valore militare di questa e altre opere della regione, ritenendo ad esempio l'abbandono dei lavori dopo la conclusione del tratto più orientale, contemporaneo alla fine della seconda guerra mondiale, evidente prova dello scopo militare della ferrovia.
Secondo Withing, l'URSS percepiva il Giappone come un reale pericolo, soprattutto dopo la conquista della Manciuria; anche la Cina probabilmente non era vista come un vicino innocuo. L'ipotesi dello studioso è che la costruzione della BAM fosse parte di un ben più ampio progetto di militarizzazione dell'est sovietico, una sorta di grande operazione logistica per rafforzare questa parte del paese così ricca di risorse e di energia e così poco protetta.
Lo studioso Athol Yates ritiene che la discontinuità dei lavori sulla maggior parte della BAM era un fatto sconosciuto agli osservatori occidentali. Di contro, il silenzio improvviso dei media sovietici sulla BAM veniva preso come un'evidente prova del fatto che il progetto era diventato un segreto militare e si stavano accelerando i lavori.
Sulla terza fase della costruzione, quella Brežneviana, va considerato che le crescenti tensioni con la Cina rappresentavano senz'altro un importante motivo per creare una ferrovia più a nord della Transiberiana, lontana dal confine cinese e protetta da imponenti catene montuose. Anche in questa occasione la stampa non ha mai fatto menzione di un possibile scopo militare del progetto, anche se, dopo la morte di Brežnev, il presidente della GlavBAMstroj Konstantin Mochortov dichiarò che negli intenti iniziali la BAM "avrebbe contribuito a rafforzare e a stabilizzare il sistema di difesa dell'URSS"".
Un'ulteriore caratteristica della BAM che ne denota una funzione militare è l'attività principale del suo capolinea: Sovetskaja Gavan è infatti un porto importantissimo per la Marina Militare Sovietica e la ferrovia è l'unico modo per trasportarvi rapidamente rifornimenti.
Sempre secondo Whiting, però, non si può affermare che la BAM fosse una misura di difesa da un eventuale attacco cinese: la zona, pur essendo un obiettivo difficilissimo per un eventuale attacco di terra, non permette una difesa capillare e la ferrovia offre una grande quantità di punti deboli (spazio aereo troppo grande da controllare, centinaia di ponti e tunnel) che la rendono vulnerabile a un attacco aereo tanto quanto la Transiberiana.
Se è vero che lo scopo militare sia stato influente nella costruzione della ferrovia, è dunque da escludersi che sia stato il motivo primario dell'impresa.

### Altri motivi per costruire la BAM
La BAM non si è rivelata né un mezzo di sviluppo economico determinante, né un vettore di scambio fondamentale con l'oriente, né una costruzione vitale per l'apparato difensivo dell'URSS, nonostante questi siano sicuramente dei motivi più o meno rilevanti per la creazione del progetto.
Accanto a questi interessi, vanno definite le ambizioni politiche e sociali sovietiche.
Pur ammettendo che la BAM fosse solo l'ultima di una serie di grandi opere con le stesse caratteristiche (mobilitazione di massa, collettivismo, propaganda) va sottolineato che, il periodo in cui essa fu costruita rappresentava un particolare momento per l'URSS, un frangente nel quale il popolo sovietico si trovava ormai privo di entusiasmo per la vittoria nella seconda guerra mondiale, battuto dagli statunitensi sul fronte delle conquiste spaziali e alla deriva in un periodo di stagnazione economica e di statico conservatorismo.
La BAM si colloca alla fine di una lunga serie di progetti utopici del passato finalizzati alla mobilitazione di massa, nei quali il governo sovietico vedeva uno strumento per catalizzare il coinvolgimento dei cittadini e soprattutto delle generazioni più giovani. La realizzazione del "cantiere del secolo" poteva essere lo strumento decisivo per accrescere la fiducia del popolo.
Progetti su larga scala erano ritenuti vitali per ragioni di sicurezza nazionale, perché alimentavano il sentimento di un obiettivo comune tra le persone. Aiutavano a mantenere l'immagine ottimista del futuro comunista. Tali progetti erano considerati validi strumenti di trasformazione sociale. L'enorme campagna propagandistica voluta da Brežnev per celebrare la BAM e la nascita del mito ad essa strettamente connesso sono importanti indici della quantità di speranze riposte nel progetto e nei suoi effetti sulla società sovietica.
La BAM rappresentò soprattutto un simbolo, già nel suo significato di strada ferrata: energia, tecnologia, ferro e acciaio. La coesione e l'entusiasmo del popolo sovietico nel costruirla dovevano rappresentare un estremo simbolo di forza e di superiorità, l'icona dell'eroismo, del patriottismo e del successo dell'URSS.
La realizzazione della Magistral era un'impresa nella quale "la conquista della natura attraverso la tecnologia era vista come una panacea per i vari problemi politici, sociali, economici" .

## Le vicende umane

### Il mito della BAM
Il mito della BAM deriva principalmente dal lavoro della stampa propagantistica sovietica. La nascita e la crescita di questo mito sono determinate da un mosaico di fattori spesso intrecciati tra loro.

#### La prospettiva di unificazione delle etnie
Prendendo in esame anche solo pochi degli articoli di giornali e riviste in cui si parla della BAM, si nota la costante tendenza a sottolineare la multinazionalità dei lavoratori della BAM. I BAMovtsy erano una sorta di armata disomogenea composta da volontari del Komsomol, esperti tecnici ferroviari e manovali che giungevano da tutte le parti dell'URSS.
Nella primavera 1974 il giornalista accreditato Leonid Šinkarev pubblicò sulle Izvestija un articolo il cui titolo diventerà subito uno degli slogan più ripetuti: BAM stroit vsja strana, ovvero "Tutta la nazione sta costruendo la BAM". Nell'articolo si raccontava di moltissimi lavoratori giunti nella taiga dagli stati non slavi dell'Unione, i quali già operavano proficuamente in una perfetta armonia con l'ambiente e con tutte le altre etnie presenti sul luogo.
Šinkarev descrisse una specie di isola felice, tralasciando volutamente particolari rilevanti ma indesiderati, come il fatto che, per evitare contrasti e per non essere ostacolati dalle barriere linguistiche, gli operai di una stessa etnia tendevano a socializzare solamente tra loro e spesso erano tenuti separati da quelli di altre nazionalità.
Spesso la stampa celebrava enfaticamente le imprese di eroici lavoratori del Caucaso o dell'Asia centrale. Nel Gudok in quell'anno si scrisse con grande entusiasmo di uno dei migliori "reparti d'assalto" di costruttori della BAM, composto esclusivamente dai migliori giovani delle tre repubbliche caucasiche, e degli inarrestabili operai uzbeki che nel complesso Šimanovsk nella regione dell'Amur arrivarono a produrre il 140% in più della quota giornaliera loro richiesta.
Articoli come questi possono essere visti come un tentativo di contrastare le crescenti tensioni etniche di quel periodo tra il potere centrale e i popoli non slavi dell'URSS. I giornalisti infatti raramente menzionavano la nazionalità di operai russi o ucraini, ma erano sempre nominati e sottolineati con grande cura i nomi esotici, le vicende personali e le città di provenienza degli immigrati kazaki, turkmeni, georgiani e di altre etnie minori.
Il periodo era turbolento e pochi anni dopo, nel 1979, vi sarebbe stata la rivoluzione islamica in Iran, potenzialmente un pericoloso modello per tutte le repubbliche islamiche dell'Asia centrale.

#### Il ruolo della famiglia
In un altro articolo esemplare degli stessi anni si riportava la vicenda della numerosa famiglia armena Sarkisian: si raccontava di come, dopo essere stato al XVII congresso del Komsomol, il giovane Pavel non avesse resistito all'entusiasmo ed avesse abbandonato per sempre la viticoltura per darsi completamente alla causa della BAM, trascinando con sé molti parenti.
Questo e altri articoli celebrativi avevano lo scopo di sottolineare la possibilità di ricreare un ambiente familiare tra i lavoratori: sempre in questo filone rientravano gli articoli dedicati alle instancabili donne della BAM, operaie modello e madri premurose.
La famiglia era un obiettivo fondamentale della propaganda. In un documentario video del 1975 sulla vita quotidiana lungo il cantiere della BAM, sono riportati spezzoni di normali conversazioni tra operai che parlano del tempo, della frequenza con cui arrivano i rifornimenti dall'URSS europea, dell'apertura della nuova scuola o della palestra. Lo scopo di questo tipo di propaganda era il reclutamento di nuovi operai. La figura mitizzata del BAMovets veniva caratterizzata da innumerevoli caratteristiche positive, sopra tutte l'eroismo e la dedizione.
Conclusasi l'era di Stalin e dei metodi coercitivi, Brežnev aveva deciso di non voler più utilizzare prigionieri per costruire la BAM: era quindi necessario convincere i futuri operai a trasferirsi in queste remote regioni e la propaganda a mezzo stampa era uno dei metodi preferiti per il reclutamento.

#### Il mito del lavoratore-eroe
In questo quadro rientra la rappresentazione dell'opera come una guerra contro la natura selvaggia: i lavoratori diventavano guerrieri coraggiosi, tenaci, forti, infaticabili, pronti a sacrificarsi per l'impresa e ad accettare rinunce e sacrifici mettendo da parte le loro debolezze personali.
In un articolo di Gudok dell'ottobre 1975, vari operai e meccanici intervistati affermarono che il loro motto è "al lavoro come in battaglia!"; i lavori per sconfiggere la taiga vergine erano paragonati a quelli dell'Armata rossa a Berlino e Stalingrado.

#### Movimenti artistici
Nella propaganda il BAMovets era anche un perfetto padre di famiglia, un uomo eclettico e in forma, nel quale scorreva sangue di artista: la stampa pubblicizzava i circoli sportivi e culturali che spuntavano come funghi nei neonati villaggi dell'estremo oriente, che non mancavano ovviamente di scuole e asili per tutte le esigenze.
Durante la costruzione della linea si sviluppò un vero e proprio movimento letterario, formato da artisti-operai impegnati a scrivere versi per esprimere la volontà di dare il massimo delle loro forze per quell'unica nobilissima causa: vedere sfrecciare un treno dopo l'altro sui binari scintillanti da loro posati nel mezzo della tajga.

### Gli eroi della BAM: tra mito e realtà

#### Demografia
Il popolo della BAM era costituito per la maggior parte di giovani. La percentuale di persone sotto i trent'anni di cui era composta la popolazione delle zone interessate dal progetto tra gli anni settanta e ottanta variava di continuo, ma si aggirava tra il 50 e il 60%. Tra i lavoratori questo rapporto saliva a due terzi.
Da notare anche che nella parte occidentale della zona la percentuale di giovani era significativamente più elevata che nell'estremo oriente (70% contro un 50% scarso).
La costruzione della BAM era un progetto destinato soprattutto ai giovani, e a loro era destinata tutta la pubblicità della propaganda. Moltissimi giovani erano reclutati attraverso il Komsomol. Due terzi del popolo della BAM erano composti da maschi, un dato insolito poiché, sin dalla seconda guerra mondiale, in Russia il rapporto tra donne e uomini è sempre stato nettamente a sfavore degli uomini.

#### Composizione etnica
Un altro dato da confrontare con quello fornito dalla stampa sovietica del tempo è la composizione etnica di questo enorme cantiere: gli articoli citati descrivono un mosaico di etnie in perfetta armonia tra loro, in cui la maggior parte dei lavoratori proveniva dal Caucaso o dall'Asia centrale. La verità, perlomeno quella documentata dalle ricerche degli studiosi, è molto diversa: i russi arrivarono a rappresentare quasi i due terzi del totale; di questi il 30% provenivano dalla Russia europea, il 20% dalle regioni della BAM e il 32% dall'estremo oriente; solo il 2% erano i nativi dei villaggi preesistenti lungo la ferrovia.
Altra etnia presente in massa nella zona erano gli ucraini, che assieme ai moldavi costituivano il 15-20% della popolazione lavorativa. Le etnie rimanenti (Caucaso, Bielorussia, Paesi baltici, Asia centrale e Kazakistan) si spartivano abbastanza equamente la fetta restante (tra il 4 e il 6% ciascuno, a seconda del periodo).
La situazione dunque, nonostante il fluttuare di queste percentuali di anno in anno, mostrava comunque la maggioranza nettamente composta di russi e ucraini, con le altre etnie effettivamente ridotte a minoranze. I giovani provenienti dai paesi baltici dopo uno slancio entusiastico all'inizio del progetto abbandonarono progressivamente la tajga, arrivando essere meno di uno ogni cento lavoratori.

#### Stime sul numero di operai impiegati
Non è semplice definire quante persone vivevano e lavoravano nella regione della BAM. La stampa ufficiale ha sempre fornito dati inattendibili, arrivando a citare un milione di persone in totale già nell'anno 1974, all'inizio dei lavori. Secondo la stampa nel solo 1974 lungo la BAM sarebbero nati 50.000 bambini.
Nonostante questo dato sia da ritenersi esagerato, è tuttavia probabile che questa quantità sia stata raggiunta nel 1980, anno in cui il numero di lavoratori sulla BAM avrebbe raggiunto il suo apice, con circa 1.000.000 di unità.
Con una stima più attendibile, nel 1974 c'erano probabilmente circa 600 000 persone, di cui più di un decimo impegnate nella costruzione della ferrovia.

#### I metodi di reclutamento
Il reclutamento era necessario al fine di portare lavoratori e abitanti nelle terre inospitali della Siberia, e avveniva con diverse modalità.
Il più importante era sicuramente l'obščestvennyj prizyv, ovvero il reclutamento pubblico. Si cercava di coinvolgere i giovani soprattutto con la propaganda; riunioni e congressi del Komsomol erano un'ottima occasione per reclutare giovani in massa. Il più celebre episodio fu quello del XVII congresso del Komsomol, al termine del quale si costituirono delle vere e proprie truppe d'assalto pronte a trasferirsi a breve nella tajga. Questi giovani rappresentavano una grossa percentuale dei BAMovtsy.
Altri lavoratori venivano reclutati tra gli operai specializzati, che venivano invitati a trasferirsi, o tra i neolaureati a cui veniva richiesto di prestare servizio presso i cantieri; a volte si trasferivano persino intere brigate di studenti.
Anche alcune brigate militari vennero trasferite e messe a lavorare alla ferrovia.
Se la necessità lo imponeva, venivano assunti anche lavoratori stagionali, dalle zone limitrofe. Questi però di solito erano scarsamente motivati e molto inesperti e, stando agli archivi della GlavBAMstroj, avrebbero addirittura peggiorato l'andamento dei lavori.

### Le motivazioni del popolo della BAM
Le motivazioni dei lavoratori erano riconducibili a due grandi gruppi: quelle di tipo idealistico, e quelle di tipo materiale.

#### L'ideale patriottico
Almeno una parte dei giovani oggetto di questi messaggi si trasferì a oriente animata da un sentito dovere morale, indotto da un grande senso patriottico. Costruire la BAM non era un bene solo per l'URSS: era un'esperienza importantissima soprattutto per chi prendeva parte in prima persona al progetto. Secondo alcuni studiosi infatti, grazie anche alla massiccia propaganda, il lavoro nella taiga sarebbe stato visto come un'impareggiabile scuola di vita, una fucina inarrestabile di crescita personale e maturazione dell'individuo.
Il giovane non poteva non essere affascinato dalla mastodontiche dimensioni dell'opera, né tanto meno dal suo significato simbolico, ovvero l'uomo che prevale sulla natura. Il lavoro pesante in quei luoghi e climi inospitali diventava, nell'ottica di questi gruppi di giovani, uno strumento di formazione di un carattere forte, una palestra del perfezionamento personale. Uno degli slogan più celebri diceva "My stroim BAM, BAM stroit nas" ("Noi costruiamo la BAM, la BAM ci costruisce").

#### Altre motivazione ideologiche
Molti erano spinti da ideali diversi, alla ricerca di un pionieristico senso dell'avventura. I giovani si potevano sentire attratti dalla possibilità di vivere effettivamente tra giovani, in una società dinamica, culturalmente attiva, lontano dalla mediocrità delle caotiche città e delle obsolete campagne. La BAM poteva essere per loro il terreno dove gettare il seme per una nuova società sovietica, progredita ed emancipata, dove trovare comprensione, amicizie, amori. A proposito di questi ultimi, i giornali locali brulicavano letteralmente di annunci di matrimoni e di nascite di nuovi bambini. La società della BAM era molto prolifica. Secondo la storica Julija Argudjaeva, non era raro che le ragazze si trasferissero per trovare facilmente marito data l'elevata percentuale di maschi lungo le linee.

#### I vantaggi economici
Le motivazioni materiali giocavano un ruolo molto importante nel sistema di reclutamento dei BAMovtsy. Lo storico John Stephan scrisse che motivare le persone richiedeva molta più immaginazione che scavare nel permafrost.
Dove falliva l'appello patriottico, e nell'impossibilità di adottare i metodi di Stalin, le autorità toccarono allora il tasto economico; i BAMovtsy potevano guadagnare fino al quadruplo di uno stipendio medio. La stampa propagandistica che tanto osannava il valore dei pionieri della BAM, non parlava quasi mai dei privilegi economici di questi, oppure se li menzionava li considerava indubbiamente irrilevanti. In verità i privilegi economici esistevano, ed erano molti.
La regione della BAM riceveva speciali incentivi per la sua posizione geografica sfavorevole e per la creazione di nuove strade e ferrovie sin dagli anni venti. Col passare degli anni queste cifre continuarono a crescere, e in misura molto significativa negli anni settanta e ottanta, in cui vennero installati i cantieri.
Secondo ricerche condotte da più studiosi, lo stipendio di chi lavorava nelle zone della BAM sarebbe stato in media il 70% più alto di uno stipendio medio. Questa cifra saliva di altri 50 punti percentuali se l'interessato lavorava nelle zone più a nord. Chi veniva assunto direttamente dalle ferrovie aveva un ulteriore incremento del 40% sul salario.
A questi bonus si aggiungevano altri privilegi: i BAMovtsy avevano 12 giorni di ferie in più rispetto ai 24 normalmente concessi in Russia, e quelli che lavoravano nella fascia più disagiata, a nord, arrivavano ad averne anche 24 in più, per un totale di due mesi di ferie.
Tutti poi avevano diritto ad una tessera per viaggiare gratuitamente sui treni, per passare le loro lunghe vacanze in luoghi più accoglienti.
Altro particolare che rendeva le offerte di contratto particolarmente interessanti, era la possibilità di andare in pensione in anticipo, e con somme mensili significative, nonché la distribuzione di ambiti premi a fine contratto, per esempio automobili nuove.
È difficile stabilire quanto questi privilegi economici incidessero effettivamente sulla vita delle persone; pur ammettendo che i prezzi dei beni nei negozi non erano prezzi di mercato, ma erano prestabiliti dal governo, bisogna tener conto del fatto che gli approvvigionamenti non erano regolari, e questo implicava l'obbligo di rifornirsi a volte al mercato nero, nel quale i prezzi erano più elevati.
Nei cantieri della BAM il denaro non era l'unico vantaggio: molti giovani vi vedevano un'opportunità per fare rapidamente carriera, e per ricoprire ruoli di responsabilità che sarebbero stati difficili da raggiungere in Europa. Molti poi, speravano di sfruttare questa esperienza in un previsto ritorno alle città d'origine. Essere stato un eroe della BAM infatti, avrebbe significato anche avere una certa posizione sociale, da sfruttare anche nel caso si volesse far carriera in politica.

### Condizioni di vita sulla BAM

#### L'ideale del Socialismo Sviluppato
Nei piani di Brežnev e del suo governo si sarebbe dovuta creare la patria del "socialismo sviluppato", cioè un ambiente perfetto in cui ognuno avrebbe dovuto trovarsi nelle condizioni per dare il massimo tanto sul lavoro, quanto in famiglia e nella società. Questo di conseguenza avrebbe dovuto contribuire a uno sviluppo completo e illuminato della persona.
Tutto ciò sarebbe dovuto risultare molto semplice nell'ambiente della BAM, caratterizzato da un'attenzione particolare verso l'individuo, in cui i salari sono elevati, si viveva immersi nella magnifica natura della taiga e si lavora per il domani della nazione.
Quasi subito risultò evidente che la BAM non era in grado di dare pressoché nulla di tutto ciò. Riviste, giornali e testimonianze apparse in seguito, riportavano minuziosamente come lungo la BAM ci fosse scarsità di qualunque cosa. Lo spazio abitabile era spesso ridottissimo, insufficiente, e mancavano le strutture di base del vivere sociale come per esempio asili, scuole, luoghi per lo sport e per la cultura. Molti immigrati arrivavano ed erano costretti ad alloggiare per mesi nelle tende, il che rendeva impossibile recuperare le forze per lavorare il giorno dopo; i lavoratori erano dunque sottoposti ad un progressivo logoramento del fisico, in modo simile a quanto accadeva nei lager.

#### Il problema degli alloggi
Uno dei problemi principali che si protrasse per tutta la durata della costruzione della BAM negli anni settanta e ottanta, era la carenza cronica di spazio vitale. Inizialmente veniva promesso ai nuovi reclutati un alloggio, ma spesso chi arrivava si doveva arrangiare con mezzi propri, abitando per esempio in una tenda o in altre sistemazioni di fortuna (per esempio veicoli). Quando venivano assegnati gli alloggi, questi erano sempre molto più angusti di quelli promessi e a volte erano persino incompleti. Mediamente un operaio della BAM viveva in 6,40 m².
Una delle soluzioni a cui dovevano ricorrere i BAMovtsy era l'iniziativa personale; costruire o completare da sé le unità abitative di cui avevano bisogno. Questo richiedeva grandi sacrifici, dato che lungo la BAM il lavoro era duro e il clima spietato. Oltretutto bisogna mettere in conto anche la scarsissima reperibilità di materiali da costruzione di qualsiasi genere.
La maggioranza di coloro che prestavano servizio sulla BAM consideravano la loro condizione provvisoria: ancora alla fine del 1984, nella città di Tynda, 14 quartieri su 17 erano ancora costruiti perlopiù da unità abitative provvisorie.
Una memoria di un operaio che lasciò la BAM immediatamente allo scadere del suo contratto di lavoro racconta:
Sia gli alloggi provvisori che quelli definitivi erano fatti con materiali scadenti, erano angusti e inadatti ai climi della regione. Pochissimi erano provvisti di acqua calda, e in molti addirittura non c'era acqua corrente. Il gas e il riscaldamento erano un lusso. Un articolo riporta che gli alloggi costruiti nel complesso industriale di Šimanovsk erano così scadenti da avere fessure che arrivavano a 5 cm di larghezza sulle pareti.

#### Le città fantasma
Le città della nuova società tanto desiderata andavano progressivamente svuotandosi e venivano abbandonate; riguardo al villaggio di Mogot su un numero del marzo 1985 di Gudok, compare la seguente citazione: 
Molti di questi danni erano dovuti al permafrost, e ai periodici disgeli e congelamenti cui erano sottoposte le strutture.

#### La carenza di servizi
Lungo i cantieri le donne avevano una vita molto difficile per la mancanza di asili, o luoghi dove poter lasciare i figli; in aggiunta a questo spesso dovevano intraprendere una serie di lavori per i quali non c'erano servizi sul posto. Non c'erano lavanderie, parrucchieri e barbieri, era impossibile far riparare un paio di scarpe. Non si potevano acquistare vestiti, per la mancanza di negozi. I generi alimentari erano scarsamente reperibili. Il numero di medici e farmacisti per abitante era pericolosamente basso rispetto alla media nazionale.
Non c'erano luoghi di ricreazione o di svago: la stessa Tynda, celebrata capitale della BAM, restò per anni senza bar, né cinema, né luoghi adibiti allo sport.
La stessa atmosfera culturale che la propaganda prometteva ai giovani emancipati che si sarebbero trasferiti per la nobile causa, era assente: le compagnie di artisti che si avventuravano lungo la BAM, pur contenti di potersi esibire davanti a tanti giovani interessati, potevano farlo solo in estate, e la carenza di materiali spesso li obbligava a offrire spettacoli incompleti. Mancavano i basilari meccanismi di aggregazione a fini culturali, non esistevano club. Persino trovare dei libri era un problema.

#### I problemi di approvvigionamento
La questione del cibo era un altro punto critico della vita lungo la BAM. Le condizioni climatiche e i terreni difficili da coltivare rendevano ardua la produzione di generi alimentari di base come verdure e latticini. Per questo quasi tutti i generi alimentari necessari nella regione dovevano essere importati, nonostante la presenza di vaste aree potenzialmente coltivabili.
Il settore dell'agricoltura era soggetto a problemi simili a quelli che affliggevano lo sviluppo industriale: l'inefficienza dei sistemi produttivi era la causa del completo fallimento del sistema di coltivazioni. Nella stampa sono numerosi gli articoli che parlano di diverse aree coltivabili che non venivano sviluppate adeguatamente a causa degli scarsi investimenti in questo settore da parte delle imprese che costruivano lungo la BAM.
Gli abitanti delle campagne quella regione non avevano una vita migliore degli operai che stavano nei villaggi e nelle città; soffrivano delle stesse mancanze (alloggi, acqua calda, gas, cibo etc) e ricevevano stipendi più bassi dei BAMovtsy.
Per sopperire alla cronica mancanza di generi alimentari freschi i BAMovtsy col tempo ricorsero a una tradizionale abitudine russa: crearsi piccoli orti per produrre da sé almeno una parte di ciò che necessitavano.

#### Il problema climatico
Qualsiasi coltivazione risultava un'impresa molto complicata: i macchinari necessari a rimpiazzare la scarsa qualità e quantità della manodopera erano spesso soggetti a rotture a causa del clima rigido e del terreno inospitale, e i pezzi di ricambio erano irreperibili così che le riparazioni potevano richiedere mesi.
A volte, a causa del permafrost, gli attrezzi agricoli sprofondavano nel fango, sorte che capitava a molte altre cose come vetture, attrezzi da costruzione e persino strade, e diventavano inutilizzabili. Le temperature artiche danneggiavano e deformavano le attrezzature.
Alcune parti della ferrovia hanno dovuto essere ricostruite più volte, perché le traversine si accartocciavano e si deformavano a causa dei materiali di scarsa qualità con cui erano fatte. La continua necessità di riparazioni e restauri abbassava drasticamente la produttività dell'enorme cantiere e rendeva difficile organizzare il lavoro, spingendo a trascurare necessità come l'agricoltura o la produzione di altri generi alimentari fossero trascurate.

#### I problemi endemici
Queste condizioni di vita non riguardarono solamente il decennio della costruzione (1974-84) ma si protrassero anche negli anni seguenti; all'inizio degli anni novanta, per esempio, meno di un quinto della popolazione viveva in case proprie, lo spazio pro capite era meno della metà della media nazionale e l'assistenza medica e farmaceutica era ancora a livelli molto bassi.

### Inefficienze e problemi amministrativi
Tutti gli organi di responsabilità che operavano nel circuito della BAM, resasi evidente la loro inefficienza, concordavano nel dare la colpa di qualunque disfunzione alla rigidità del clima, alle enormi escursioni termiche tra estate e inverno e all'alternarsi di ghiaccio, fango e zanzare che rendevano la vita impossibile.
Già alla fine del 1975, dopo un anno di lavori, la produttività scese quasi ovunque a livelli molto bassi, tra il 40 e il 30% della quota prevista dal doppio piano quinquennale di sviluppo della BAM.

#### Il problema organizzativo
Il problema era critico soprattutto per quanto riguarda gli equipaggiamenti: l'assenza di abitazioni isolate e riscaldate portò a numerosi casi di congelamento di massa, tra cui uno in cui si dovettero effettuare in breve tempo 150 amputazioni.
La maggior parte di questi problemi erano dovuti non tanto alle condizioni climatiche, quanto piuttosto alla negligenza degli operai e alla mancanza di protezioni e attrezzature adeguate, e soprattutto alla disorganizzazione dei cantieri.
Era impossibile coordinare il gran numero di organizzazioni e società di costruzione che prendevano parte al progetto, ognuna con compiti poco chiari, posizioni gerarchiche, competenze incerte e interessi molto diversi.

#### La struttura politica
La direzione principale, ovvero il ruolo di responsabile della costruzione della BAM, spettava al "Ministero per la costruzione delle vie di trasporto". 
La società principale di costruzioni che gli era subordinata, era la GlavBAMstroj, ma il controllo delle operazioni sulla BAM non seguiva una semplice linea gerarchica di autorità: era un progetto poliedrico e contorto, nel quale si intrecciavano le autorità di diverse società, nonché di vari organi amministrativi tra cui diversi ministeri.
Il ministero delle ferrovie in particolare era quello che curava la spesa, per cui era una sorta di cliente della BAM, e di conseguenza anche degli altri ministeri.
Tra gli altri ministeri che concorrevano alla realizzazione dell'opera vi erano il ministero dell'industria, e il neonato "Ministero per lo sviluppo minerario delle risorse nella zona della BAM".
C'era poi una lunga serie di organizzazioni dalla dubbia autorità, come per esempio la "commissione scientifica per i problemi della BAM", subordinata al dipartimento siberiano delle accademie scientifiche, il quale era a sua volta inserito nelle gerarchie delle autorità locali come i soviet o gli oblast.
Anche le organizzazioni economiche ed amministrative territoriali non erano per niente ben coordinate, e spesso si ostacolavano le une con le altre. Un tipico esempio di questa mancanza di collaborazione si può trovare nelle città di Tynda e Severobajkal'sk, dove si trovavano le sedi di numerosi ministeri; queste sedi erano sul posto per occuparsi solamente dello sviluppo della ferrovia, e nessuna di esse poteva fare niente per altre questioni di notevole importanza, come per esempio per la costruzione delle due città, che affogavano nei problemi ed erano carenti in tutto.
Si creava dunque un groviglio di competenze dal quale era difficilissimo uscire. La soluzione adottata per molti problemi era proprio il nascondersi nella rete burocratica, nella quale spesso era arduo trovare un colpevole.

#### Le comunicazioni inadeguate
Anche le vie di comunicazione soffrivano di disorganizzazione, e questo rappresentava un grande ostacolo allo svolgimento dei lavori. All'interno di un'impresa molto grande come la GlavBAMstroj, un ordine poteva impiegare diversi giorni per raggiungere gli operai che spesso non conoscevano nemmeno i loro superiori.
Il presidente della direzione dei lavori sulla BAM, V. Kaliničev, si lamentava della mancanza di coordinamento tra le due autorità preposte alla supervisione dei lavori, una sul campo a Tynda e l'altra con funzione di presidenza a Mosca, rilevando il continuo andirivieni delle documentazioni tra le due sedi.
Ciascuno dei differenti organi che operavano nell'area aveva differenti sistemi telefonici, diverse linee di servizi e rifornimenti e ognuno si appoggiava su fonti differenti per il riscaldamento.

#### Un esempio di inefficienza
Il corrispondente della Pravda Staruchin descrive un esemplare episodio di inefficienza del sistema. La società LeningradBAMstroj, succursale della Glavleningradstroj, era incaricata di costruire diversi edifici molto grandi che avrebbero dovuto comprendere anche numerose unità abitative.
Rispetto ai piani, vennero realizzati meno edifici e in molto più tempo, e restarono inutilizzati poiché mancavano i servizi più elementari come le condutture per l'acqua e il riscaldamento. Causa di tutto ciò, secondo il giornalista, sarebbe stata la lenta e insufficiente interazione tra il ministero per le ferrovie, il ministero per le vie di trasporto e la Glavleningradstroj.
Più tardi la Glavleningradstroj, incaricata della costruzione del complesso dal ministero delle ferrovie, fu accusata di essere non idonea al progetto, che venne così affidato dal Ministero per le vie di trasporto a un'altra ditta, la Nižneangarsktransstroj. Quest'ultima impresa non aveva né le capacità economiche, né l'equipaggiamento adatto per realizzare i progetti.
Cinque anni e mezzo dopo risultò che poco o nulla era stato fatto e le autorità iniziarono ad accusarsi a vicenda.
Il ministero delle ferrovie accusava il ministero delle vie di trasporto di aver trascurato i propri interessi; questi si era interessato finora solamente ai chilometri di binari posati e non alla costruzione delle centrali termiche o delle stazioni, per le quali accusava la società di costruzioni di non aver seguito i piani; la Nižneangarsktransstroj per finire mostrò i progetti forniti dal ministero delle ferrovie, che erano così incompleti da non comprendere neanche le necessità primarie alla ferrovia come per esempio le stazioni.
Per finire il ministero delle ferrovie accusò il ministero dell'industria di non aver monitorato i lavori come si doveva, ma di essersi interessato solo all'aspetto quantitativo delle costruzioni, senza curarsi del fatto che gli edifici fossero funzionali.
Causa di tutto questo era anche il dilagare della corruzione che proprio in quest'ultimo caso fu determinante.
Mentre il rappresentante dei quartieri generali Jurij Verbitskij continuava a viaggiare per la Russia e i paesi limitrofi, il suo socio Jurij Ščerbinin, capo dell'impresa edile Nižneangarsktransstroj, aveva fatto fabbricare tra il 1979 e il 1981 abitazioni con materiali del tutto scadenti e inadeguati, prive dei più elementari servizi.
A causa di due funzionari corrotti, centinaia di famiglie di operai soffrirono per anni il gelo vivendo in spazi del tutto inadeguati.

### Crimine, violenze e corruzione
In una situazione simile, dalle condizioni di vita precarie, dilagò l'illegalità in tutte le sue forme.
Christopher J. Ward, attento studioso della storia della BAM, analizzò gli archivi per avere un'idea più completa possibile della reale situazione nel decennio 1974-1984, gli anni in cui l'area fu maggiormente popolata.

#### L'ideale della moralità comunista
La popolazione era composta per la maggior parte di giovani provenienti dal Komsomol; giovani sotto i trent'anni, che sarebbero dovuti essere un esempio morale per tutta l'Unione Sovietica.
La politica sovietica del tempo riguardo ai crimini, e in particolar modo quella riguardante l'area della BAM, era piuttosto particolare e si basava sull'idea di riformare l'individuo per renderlo migliore piuttosto che semplicemente recuperarlo; si immaginava un ambiente pervaso da una austera moralità comunista, con pochi problemi di crimine e violenza.

#### La degenerazione della società
Gli archivi tanto della polizia, delle amministrazioni locali e delle organizzazioni costruttrici, però contengono dati che dimostrano come la situazione degenerò quasi subito, e dove la violenza era un fatto quotidiano.
Chi arrivava nei cantieri della BAM era costretto a condizioni di vita quasi primitive: la rigidità del clima, la mancanza di momenti e luoghi per lo svago e l'aggregazione sociale e l'assenza di una forza di polizia adatta, facevano sì che in alcuni elementi la frustrazione sfociasse in violenze, stupri, furti e ancor più frequentemente anche nell'alcolismo.
Subito le autorità della zona cercarono di disciplinare gli irrequieti BAMovtsy istituendo dei "giorni della disciplina", in cui gli operai venivano radunati e istruiti sui rischi dell'alcool e sui loro doveri morali di esempio per la nazione: il successo che questa iniziativa ottenne fu scarso.

#### Le polizie ausiliarie
In seguito venne istituita una polizia sussidiaria aggiuntiva, i Družiny, composta da giovani e giovanissimi (da 18 a 30 anni) che avevano il compito di vigilare sul comportamento degli operai e sui beni della BAM, riportando i crimini di cui fossero venuti a conoscenza.
Il corpo dei Družiny rimase esiguo, arrivando a essere composto da un migliaio di operativi nel 1978, dopodiché venne sciolto per lo scarso rendimento: i vigilanti stessi prendevano poco sul serio la loro mansione e si erano resi essi stessi responsabili di atti criminali.
Nel 1977 ai Družiny vennero affiancati anche i Dzeržinskiny, truppe di ragazzi e ragazzini delle scuole (di età tra i 12 e i 18 anni). Il loro operato si rivelò subito irrilevante, tanto più che nel 1977 i furti ai danni delle proprietà dello Stato e di privati erano triplicati, gli atti di vandalismo e omicidio erano addirittura quadruplicati e le violenze sessuali erano più che duplicate.
Uno dei problemi nella pacificazione della zona era la scarsità di prigioni e di agenti di polizia. Furti, stupri e atti di vandalismo venivano sanzionati con modeste multe, e gli episodi più gravi causavano semplicemente il trasferimento dei trasgressori ad un'altra zona.

#### La diffusione dell'alcolismo
I crimini erano indotti molto spesso dall'abuso di sostanze alcoliche, una grande piaga per la BAM. Si riporta che nel solo villaggio di Zvëzdnyj nell'anno 1975, su 2 000 abitanti ben 500 dovettero passare almeno una notte nel medvytrezvitel (una speciale cella adibita ad ospitare persone intossicate dall'alcol). Di questi 500, 59 furono anche arrestati per atti vandalici e 7 per altri crimini.
L'abuso di alcol era la causa principale di incidenti mortali sul lavoro. Sono riportati numerosi casi di scosse mortali, assideramenti, amputazioni. Gli incidenti venivano debitamente pubblicizzati per dare l'esempio e per essere evitati in futuro, ma continuavano a ripetersi.
L'alcolismo era anche la causa della maggior parte dei crimini a sfondo sessuale. Su quest'argomento però è più difficile fare il punto della situazione, poiché lo stupro era ritenuto un crimine minore e spesso non veniva documentato.
Le misure punitive erano molto limitate e frequentemente tutto si risolveva con una multa o senza provvedimenti. Il reato però risultava molto diffuso, e sono riportati casi di epidemie di malattie veneree nei luoghi ad alta frequenza di violenze sessuali.

#### I furti
I cantieri della BAM erano spesso riforniti di macchinari di alta qualità e beni elettronici giapponesi, americani ed europei. Il furto era un'opportunità per guadagnare, e migliorare le proprie condizioni di vita.
Presto la situazione diventò critica: gli attrezzi nei cantieri venivano rubati e i lavori non potevano procedere. Iniziarono a sparire i veicoli: ci sono resoconti di casi di camionisti semiassiderati poiché costretti a dormire all'interno del proprio veicolo per prevenirne il furto.
Anche gli ispettori del Komsomol recatisi sul posto trovarono in vendita nei negozi merce inequivocabilmente rubata allo Stato.
La corruzione dilagava a tutti i livelli, aiutata dalla situazione nebulosa di responsabilità e poteri.